# Füchse Berlin
Füchse Berlin (los zorros de Berlín) es un club de balonmano de la localidad de Berlín, Alemania. Es la sección profesional del club "Füchse Berlin Reinickendorf e.V. BTSV von 1891" domiciliado en Berlín-Reinickendorf.
El Füchse Berlin compite en la 1.ª División de la Bundesliga alemana de balonmano al igual que en la Copa Alemana de Balonmano.

## Palmarés
- Liga de Alemania de balonmano (1): 2025
- Copa de Alemania de balonmano (1): 2014
- Copa EHF (3): 2015, 2018, 2023
- 2.Bundesliga (1): 2007
- Mundialito de clubes (2): 2015, 2016

## Plantilla 2024-25
|  | Porteros - 01 Lasse Ludwig - 96 Dejan Milosavljev Extremos izquierdos - 07 Manuel Štrlek - 09 Jerry Tollbring - 20 Tim Freihöfer Extremos derechos - 06 Leo Prantner - 26 Valter Chrintz - 34 Hákun West Av Teigum Pívots - 05 Max Darj - 29 Lukas Herburger - 93 Mijajlo Marsenić | Laterales izquierdos - 11 Lasse Andersson - 25 Matthes Langhoff Centrales - 17 Nils Lichtlein Laterales derechos - 03 Fabian Wiede - 19 Mathias Gidsel - 27 Max Beneke |

## Sitio oficial
- Sitio Oficial del Füchse Berlin (en alemán)

- Datos: Q1480459
- Multimedia: Füchse Berlin / Q1480459